# ماتياس رودريغيز (لاعب كرة قدم أرجنتيني)
ماتياس رودريغيز (بالإسبانية: Matías Rodríguez)‏ هو لاعب كرة قدم أرجنتيني، ولد في 30 يونيو 1987 في الأرجنتين. لعب مع Colegio Nacional Iquitos ‏.

## وصلات خارجية
- ماتياس رودريغيز على موقع قاعدة بيانات كرة القدم.إي يو (الإنجليزية)
- ماتياس رودريغيز على موقع Soccerway.com (الإنجليزية)